# Den komplexa bilden
Den komplexa bilden är en teori om bildens beskaffenhet och utformning, ett sätt att eftersträva det optimala sättet att komponera en bild. En känd svensk förespråkare för just detta är filmregissören Roy Andersson, som med sina många reklamfilmer, kortfilmer och inte minst hans två senaste långfilmer, ’’Sånger från andra våningen’’ (2000) och ’’Du levande’’ (2007) visat upp den komplexa bildens styrka. Tanken med teorin är i princip att om man kan skildra en händelse i en enda bild, då gör man det. Klipp anses vara onödigt. Andersson skriver in sin bok ’’Vår tids rädsla för allvar’’  att 
| ” | Jag kan inte se någon anledning att skildra något i flera bilder, om man kan göra det i en | „ |

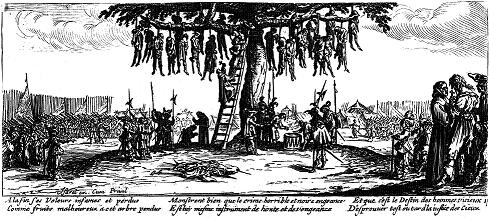
Callot - De hängdas träd

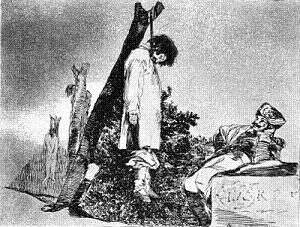
Goya - Tampoco

En annan viktig aspekt hos den komplexa bilden, utöver själva avsaknaden av klipp, är dess relation till åskådaren. I och med att man som åskådare inte styrs genom exempelvis närbilder eller värdeladdade kameravinklar uppfordrar den komplexa bilden till engagemang och aktivitet hos åskådaren. Tolkningen av bilden är på intet sätt given på förhand utan det krävs en personlig intolkning för att bilden ska kunna få sitt värde. För att illustrera skillnaden mellan den komplexa bilden och den klassiska bilden använder sig Andersson av två exempel ifrån konstvärlden. Den första är en etsning från 1633 av konstnären Jacques Callot och heter De hängdas träd. Den andra är också den en etsning fast av Francisco Goya och har ett liknande motiv, men viktiga skillnader finns mellan dem. Avståndstagandet hos Jacques Callot framhäver Andersson som en av dem. Att man som betraktare får in hela bilden av ett händelseförlopp på en gång gör att man själv måste styra sin blick. Tittar man på kvinnorna i förgrunden, eller kanske på prästerna som står vid stegen? Man skapar alltså sin egen upplevelse av bilden. Francisco Goya däremot ringar in händelsen mycket mer (den skulle i princip kunna vara en närbild från det andra verket) och styr således åskådarens uppfattning om vad som ska upplevas och kännas. På det hela taget kanske Francisco Goya målar upp en mer dramatisk bild men Andersson hävdar ändå att de egenskaper som verket av Jacques Callot visar upp, stramheten, avståndstagandet och den totala avsaknaden av sentimentalitet, ”provocerar mitt intellekt till att börja arbeta tillsammans med mitt känsloliv.” . Jacques Callot uppmanar alltså till aktivering i mycket högre grad än Francisco Goya. 

## Bakgrund
En annan person som är viktig att ta upp i det här sammanhanget är den franske filmteoretikern och filmkritikern André Bazin (1918-1958). Som en av grundarna till tidskriften Cahiers du cinéma var han stor förespråkare av en så objektiv, realistisk film som möjligt. Den italienska neorealismen, och framför allt Cykeltjuven (Vittorio de Sica, 1948) tar han fram viktiga exempel. Bazin menade att den djupfokusestetik som växte fram efter andra världskriget i modernistiska filmen var ett viktigt steg mot det han kallade ”ren” film. Fokus och komposition i djupled är en viktig förutsättning för att kunna iscensätta utan klipp. Kända namn som kan vara värda att nämna i sammanhanget djupfokusestetik är Jean Renoir, Robert Bresson, William Wyler, Akira Kurosawa och Orson Welles. Den sistnämndes film Citizen Kane anses av många, däribland Bazin, inte hade kommit i närheten av det resultat den uppnådde utan den speciella estetiken.
Denna periods relevans när det kommer till Roy Anderssons exemplar av den komplexa bilden är uppenbar, då fokus i djupled, som nämnts ovan, är viktigt för långa, oavbrutna tagningar. Andersson tar själv upp Cykeltjuven som ett exempel på filmer som gjort stort intryck på hans eget filmskapande 
I sin bok beskriver Roy Andersson också hur han insåg att André Bazin resonerar på samma sätt som honom ang. just bildestetik 

## Montaget kontra den långa tagningen
För att exemplifiera deras liknande resonemang drar Roy Andersson, utan att direkt nämna det, på teorier från de ryska formalisterna på 20-talet. Tanken hos dem var att i mötet mellan två bilder skapas en slags utomliggande mening, en mening som inte bilderna besitter var och en för sig utan som alltså föds först när de två bilderna sammanfogas i montaget. Det är ett dialektiskt tänkande där de två bilderna då står för tesen, respektive antitesen, och den nya meningen syntesen. En av de viktigaste teoretikerna under perioden var Lev Kulesjov, vars experiment är vida kända. Det han gjorde var att, genom att kombinera bilden på en man med ett likgiltigt uttryck i ansiktet med andra bilder, bevisa att bilden som kommer efter i montage delvis bestämmer vad den första bilden betyder. Bilden på mannen kanske kombinerades med en skål med gröt, då kom mannens min att uttrycka hunger. I ett annat exempel kombinerades mannen med bilden på ett lik och då tycktes mannens min uttrycka sorg. Fenomenet kom att kallas "Kulesjoveffekten". I praktiken mynnade detta ut i kända filmer som Sergej Eisensteins Pansarkryssaren Potemkin och Vsevolod Pudovkins En moder där montagets kraft utnyttjas flitigt 
Dessa nämns inte riktigt av Roy Andersson, utan han tar upp ett annat exempel istället. I ett fotomontage föreställande, i en av bilderna, Etiopiens kejsare Haile Selassie utfodrande sina hundar (fint kött på silverfat) och i den andra bilden kan man se svältande etiopiska barn. Roy Andersson beskriver exemplet som en stark uppvisning i montagets kraft. Det är också ett typexempel på dialektiken inom montaget. Bilden på kejsaren betyder inte mycket i sig, inte heller bilden på barnen (den är visserligen hemsk, men utan en specifik kontext förblir den just bara hemsk). Men när de visas bredvid varandra uppnår det tillsammans en helt ny mening som ligger utanför bilderna själva. Det Roy Andersson, och också André Bazin, menade här är att man kan uppnå samma effekt i en enda bild. För att återknyta artikeln till Jacques Callot och De hängdas träd kan tänka sig följande scenario. I etsningen finns en mängd kontrasterande element (de döda, borgarna, knektarna, prästerna). Genom ett montage med olika närbilder på dessa element hade man kunnat uppnå en större mening utanför bilderna själva. Men som vi tidigare konstaterat är detta inte vad Jacques Callot har gjort. Istället för ett montage om många bilder tar allting plats i en och samma ruta och på sätt och vis ryms alltså ett helt montage i en enda bild. Och denna sista mening beskriver ganska bra den komplexa bildens idé. Ett montage i en enda bild.

### Fotnoter
1. ↑  Andersson, R: "Vår tids rädsla för allvar.", sidan 28. Filmkonst nr. 33, 1995
2. ↑  Andersson, R: "Vår tids rädsla för allvar.", sidan 17-25. Filmkonst nr. 33, 1995
3. ↑  Braaten, Kulset, Solum: "Inledning till filmstudier.", sidan 136, 138-139, 150. Studentlitteratur, 1997
4. ↑  Andersson, R: "Vår tids rädsla för allvar.", sidan 92 ff. Filmkonst nr. 33, 1995
5. ↑  Andersson, R: "Vår tids rädsla för allvar.", sidan 25. Filmkonst nr. 33, 1995
6. ↑  Braaten, Kulset, Solum: "Inledning till filmstudier.", kap. 6. Studentlitteratur, 1997